# Maria de Souza
Maria Aparecida Barbosa de Souza (São José dos Quatro Marcos, 5 de setembro de 1971) é uma atleta brasileira. Ela representou o Brasil no salto triplo feminino nos Jogos Olímpicos de Verão de 1996, realizados em Atlanta, nos Estados Unidos.
Melhores marcas pessoais
- Salto em distância – 6,63m (1998)[2]
- Salto triplo – 13,94m (1997)[2]